# Waterfall (10cc)
Waterfall is een single van 10cc. Het is niet afkomstig van een van hun albums. Toen 10cc een succes had met het studioalbum The Original Soundtrack uitgegeven door Mercury Records wilde het vorige platenlabel UK Records nog een graantje meepikken, door het uitbrengen van Waterfall als A-kant van een single. Waterfall was eerder al gepland als eerste single van 10cc, maar belandde als B-kant van Rubber Bullets op een schijfje. Waterfall werd geen succes, want het werd volledig overschaduwd door I'm Not in Love dat gelijktijdig werd uitgebracht door Mercury. Waterfall paste toch al niet op dit tijdstip in de muziek van de band, die zich richting progressieve rock begaf. Het nummer was geschreven door Eric Stewart en Graham Gouldman.
B-kant was opnieuw 4% of Something, dat al eerder dat lot onderging.
Het wachten was op de nieuwe langspeelplaat How Dare You!. Ondertussen was 10cc druk bezig. Ze namen een album op met Mandalaband, The Eye of Wendor en produceerden Blue Jays, Justin Hayward en John Lodge, met hun single Blue Guitar.
Waterfall van het Duitse Triumvirat had meer succes.